# 24p
24p, nel lessico tecnologico televisivo, è una modalità di scansione del video. La sigla indica che vengono acquisiti 24 fotogrammi al secondo (oppure 23,976, per una maggiore compatibilità con i sistemi NTSC) in scansione progressiva. Questo formato è stato concepito per il montaggio non lineare di materiale girato in pellicola e destinato alle sale cinematografiche, mentre oggi viene usato per lo più per motivi estetici, dal momento che il materiale girato con questa tecnica ha caratteristiche di resa del movimento simili alla pellicola cinematografica. Il video in 24p è usato anche come alternativa economica alla cinematografia, ed è usato nel cinema digitale.

## Aspetto estetico
A causa della cadenza di ripresa inferiore, il 24p ha più problemi di artefatti con le riprese di movimenti veloci. Non è quindi un formato adatto alle riprese sportivi o di azione, o quando siano necessari movimenti di macchina veloci. Questi problemi non sono tipici del video: anche la produzione cinematografica tradizionale ha gli stessi problemi.
Va detto, tuttavia, che la tipica resa del movimento a 24 fotogrammi per secondo è percepita dallo spettatore come caratteristica del cinema, ed è in effetti proprio il punto di forza di questo formato. Dal momento che la differenza con il video NTSC 60i è piuttosto evidente, il 24p è il formato di adozione quando si vuole dare un aspetto simile alla pellicola a una produzione video. Questo aspetto è meno importante nei paesi che utilizzano il PAL, perché la scansione progressiva in realtà è più importante per la resa visiva rispetto alla frequenza di 24 o 25p (la cui differenza è minima).

## Produzione in 24p
Se la produzione è interamente digitale e interamente in 24p, dal punto di vista dei processi produttivi questo formato è gestito in maniera assolutamente identica a tutti gli altri, con qualunque cadenza di ripresa, interlacciato o meno. Tuttavia, se si usano apparecchiature progettate per frequenza più convenzionali, o se il materiale richiede qualche tipo di conversione, si pongono dei problemi specifici.
Esistono due tipi di procedure applicabili al trattamento del video in 24p, a seconda che il materiale di destinazione usi le frequenze del PAL o dello standard NTSC.

## Trattamento del 24p in PAL

### Conversione da 24p a PAL
Il materiale in 24p viene convertito in PAL (o nei formati a 50 Hz), come il 576i con gli stessi sistemi usati per telecinemare materiale in pellicola. Il metodo più comune consiste nell'accelerare la scansione di 25/24, circa il 4%. In questo modo ogni fotogramma viene suddiviso in due semiquadri, evitando la creazione di artefatti di movimento. La leggera accelerazione passa di solito inosservata, e l'aumento di tonalità dell'audio, di circa un semitono, può venire facilmente compensata digitalmente.
Se si preferisce evitare l'accelerazione, o se questa non è applicabile (per esempio, un segnale ricevuto in diretta), la conversione può avvenire tramite uno schema che prevede l'inserimento di un semiquadro ogni 12 fotogrammi, falsando però la resa del movimento in maniera più o meno visibile a seconda del tipo di scena visualizzata.
Se possibile, un segnale progressivo a 30p è preferibile per la conversione, dal momento che può essere processato secondo tecniche ben collaudate di conversione da NTSC a PAL. Gli artefatti creati sono meno visibili, per via della maggiore differenza di frequenza tra il 30p e il 50i.

### Montaggio non lineare e telecinema 24/25
Il procedimento di conversione del video da 24 a 25 fotogrammi al secondo è anche il metodo più diffuso per l'acquisizione di spezzoni in 24p in un sistema di montaggio non lineare. Il video risultante può essere lavorato come se fosse nativamente a 25 fotogrammi al secondo, ma un sistema di montaggio in grado di gestire i due formati sarà in grado di riprodurre sempre correttamente il materiale in 24p. Anche l'audio sarà mantenuto sempre in sincrono.
Durante il montaggio di materiale 24p, il Keykode originale sulla pellicola e il timecode dell'audio vengono tenuti sincronizzati con il timecode generato dal telecinema tramite un file di log. Questo permette di gestire il montaggio mantenendo le informazioni necessarie a effettuare al termine il taglio del negativo o l'internegativo digitale.
Se invece il risultato finale è un video a 25 fotogrammi al secondo, il materiale 24p convertito durante l'acquisizione viene esportato così com'è. Questo metodo comporta comunque il vantaggio di non doversi preoccupare delle due diverse frequenze durante il montaggio.

## Trattamento del 24p in NTSC

### Conversione da 24p a NTSC
Le lavorazioni di materiale a 24p su apparecchiature NTSC sono in buona parte comuni alla produzione nativa, ma rese più complicate dalla pratica del pulldown usata comunemente per il materiale girato in pellicola. Nello standard analogico NTSC, e anche nel video digitale 480i, la frequenza di scansione è di 30/1 001 fotogrammi al secondo, interlacciati. La notazione tipica è arrotondata a 60i o anche 59.94i, ma il valore preciso della frequenza dei semiquadri è di 60/1 001
Per telecinemare correttamente materiale cinematografico (girato a 24 fotogrammi al secondo), è stata sviluppata una tecnica nota come pulldown 2:3, che consiste nel dividere ogni fotogramma (e nel caso del video 24p, ogni fotogramma progressivo), in due semiquadri, duplicando poi un semiquadro ogni due fotogrammi. La riproduzione del video avviene poi secondo questo schema: 2-3-2-3-2-3-2-3-2-3-2-3-2-3... e così via. Il video risultante è un flusso standard 60i, perfettamente compatibili con video NTSC. Tuttavia, la resa del movimento caratteristica dei 24 fotogrammi al secondo viene conservata, ed è visibilmente diversa dalle riprese in 60i.
Tutte le apparecchiature e i software di montaggio è in grado di gestire un flusso video acquisito con il pulldown e lavorato come 60i. È consigliabile comunque rimuovere il pulldown ed effettuare il montaggio in 24p, eventualmente con una conversione finale, per evitare problemi su dissolvenze ed effetti particolarmente corti, ed irregolarità sul movimento di un'eventuale grafica sovrapposta. Ancora meglio sarebbe acquisire il materiale nativamente in 24p, dal momento che anche la rimozione del pulldown può avere effetti negativi, dal momento che comporta la ricostruzione di ogni quarto fotogramma da due semiquadri differenti.
Esiste anche uno schema di pulldown chiamato 2:2:2:4, dove viene ripetuto un intero fotogramma ogni quattro. Questo schema richiede minore potenza di calcolo ed è adatto per applicazioni di post produzione, dove la regolarità di visualizzazione non è un fattore primario. Un esempio di software che usa questo schema è Apple Final Cut Pro.

### Advanced pulldown
Un altro tipo di pulldown è chiamato advanced pulldown (24pA), che segue uno schema 2:3:3:2. Si tratta di uno schema specifico per le riprese in NTSC da cui poi ricavare un video 24p. Non serve, quindi, per riprese HDV o nativamente in 24p.
Questo schema di pulldown evita che un singolo fotogramma venga diviso in due semiquadri non adiacenti, ed è molto utile per il montaggio, in quanto permette di recuperare molto più facilmente il materiale 24p originale anche se questo è stato registrato come 60i: è sufficiente, infatti, ricomporre i due semiquadri in un fotogramma progressivo. Solo un fotogramma ogni cinque sarà composto dai semiquadri provenienti da due fotogrammi diversi, e questo quinto fotogramma può essere scartato senza problemi, dal momento che la telecamera registra il video in gruppi di cinque fotogrammi per volta

### Conversione da 60i a 24p
Materiale già esistente in 60i può essere convertito in 24p tramite diverse tecniche. Il modo più semplice è la miscelazione dei semiquadri, eventualmente tramite un passaggio di deinterlacciamento per ridurre i disturbi su immagini in movimento. Il deinterlacciamento adattivo è una tecnica più sofisticata in grado di processare solo le zone dell'immagine in rapido movimento, riducendo al minimo la perdita di risoluzione. È anche possibile applicare un processo di interpolazione tra i semiquadri per ridurre la loro differenza temporale.

### Visualizzazione del 24p
L'interfaccia SDI nella versione SMPTE 292M prevede la cadenza 24p in aggiunta a 50i e 60i.
Con le apparecchiature NTSC, non è possibile visualizzare un segnale 24p. La maggior parte dei monitor esegue in questo caso un pulldown 2:3 o 2:2:2:4.
La maggior parte dei monitor professionali ad alta definizione è invece in grado di visualizzare direttamente il segnale 24p, così come i monitor per computer se il software di lettura è in grado di gestire questa cadenza. In particolare, i monitor più sofisticati interpongono un fotogramma nero tra un fotogramma e il successivo, simulando così l'otturatore del proiettore cinematografico.
Il formato DVD supporta perfettamente il video 24p. Nei DVD per la distribuzione negli Stati Uniti, il video è quasi sempre in questo formato (in realtà, in 23.976p). Un lettore in grado di effettuare la scansione progressiva può riprodurre questo formato su un monitor adatto, senza alcuna conversione. Se il monitor può gestire solo il video 60i, sarà il lettore ad eseguire il pulldown 2:3. I DVD per l'Europa, per contro, hanno di solito il video a 25 fotogrammi al secondo, anche se non mancano gli esempi a 24. È possibile notare una differenza di durata (e anche di tonalità audio) se il DVD è riprodotto da un computer o da un lettore domestico (che riproduce il 24p come 25p o 50i).
Anche i dischi Blu-ray supportano il 24p in formato nativo.

### Confronto tra 24p, 25p e 30p
È stato suggerito che i paesi che usano lo standard NTSC potrebbero effettuare riprese in 30p anziché in 24p, avvantaggiandosi della maggiore risoluzione temporale. Tuttavia, sono state mosse delle critiche a questa ipotesi, dal momento che, come per esempio fa notare Charles Poynton, la cadenza di 24 fotogrammi al secondo non è solamente uno standard cinematografico, ma è anche uno standard universalmente accettato per la conversione verso sistemi a 50 e 60 Hz. Cambiare questo standard renderebbe più difficile l'accesso al mercato internazionale.
Nei paesi che adottano sistemi a 50 Hz, tra l'altro, i vantaggi in termini estetici del 24p sono abbastanza limitati. In pratica, non c'è quasi differenza tra un segnale a scansione progressiva a 24 o 25 fotogrammi al secondo, per cui l'interesse per la produzione a 24p è quasi esclusivamente per la cinematografia digitale, in vista anche della distribuzione internazionale.